# Перахора
Перахора (дав.-гр. Περαχώρα) — півострів та однойменне селище в Греції в муніципалітеті Лутракі-Перахорас, розташовані на північ від Істмійського перешийку, навпроти міста Коринф, звідки, можливо, походить і його назва (від грец. περαια χώρα, «місцевість навпроти»).

## Давня історія
Принаймні з X ст. до н. е. Перахора була населена дорійцями, що сповідували культ Гери. В середині IX ст. до н. е. вони звели на мисі Герайон святилище Гери Акреї, який стал релігійним центром округи. Пізніше Перахора була приєднана до Мегар, а її мешканці склали одну з п'яти ком мегарської громади. У третій чверті VIII ст. до н. е. місцевість захопили сусіди — коринфяни. Вони частково зруйнували святилище Акреї, проти збудували поруч із ним монументальніший храм Гери Ліменії. Пізніше, в районі сучасного селища Схінос виникло місто Ойнос.
Релігійні відправи на мисі Герайон відбувалися до 146 р. до н. е., коли римляни захопили і зруйнували Коринф. Однак Перахора була населена і за римських часів, і пізніше.

## Сучасність
Зараз Перахора являє собою маленьке поселення (1 200 мешканців), збудоване на мальовничому пагорбі з видом на Коринфську затоку. Місцевість відома серед кінопродюсерів. У 1962 році тут знімалася стрічка «Спартанський Лев».